# عقاب ۴۴
پایگاه هوایی راهکنشی عقاب ۴۴، یکی از پایگاه‌های بزرگ زیرزمینی ایران است که با رعایت اصول پدافند غیر عامل احداث شده است. این پایگاه امکان پذیرش و عملیاتی کردن انواع جنگنده‌های شکاری و بمب‌افکن و همچنین پرنده‌های بدون سرنشین، نیروی هوایی ارتش جمهوری اسلامی ایران را دارد. این پایگاه با در اختیار داشتن اماکنی چون آلرت، پست فرماندهی، آشیانه‌های نگهداری جنگنده، مراکز تعمیر و نگهداری هواپیما، تجهیزات ناوبری و فرودگاهی، مخازن سوخت این قابلیت را دارد تا انواع جنگنده‌های نیروی هوایی را برای انجام ماموریت‌های محوله پذیرا باشند. احداث این پایگاه متناسب با نیازها و با ضریب ایمنی بالا با توجه به طراحی و استقرار در زیر کوه‌ها قابلیت اجرای عملیات غافلگیرانه هوایی را از مکان و زمان دور از انتظار دشمنان فراهم می‌کند. این پایگاه‌ها با نگهداری جنگنده‌ها در مکان‌های امن و تجهیز آن‌ها به سامانه‌های جنگ الکترونیک، بمب‌ها و موشک‌ها از جمله یاسین، قائم و عاصف امکان عملیات دورایستا و افزایش برد راهبردی برای اهداف دوردست را فراهم کرده است.
نامگذاری این پایگاه هوایی طبق روش مرسوم ارتش ایران برای پایگاه‌های شکاری نیروی هوایی که مطابق بر شماره اعداد از اول تا چهاردهم بود نمی‌باشد و نام عقاب ۴۴ را دارد. شماره ۴۴ در عنوان این پایگاه اشاره به چهل و چهارمین سالگرد انقلاب ایران یا سالروز پیوستن افسران نیروی هوایی به این انقلاب دارد که در آستانه آن این پایگاه رونمایی شد. احتمالاً این پایگاه میزبان جنگنده‌های سوخو-۳۵ خواهد بود.

## بازخورد رسانه‌ای
این تأسیسات زیرزمینی را برای نشان دادن توانایی‌های نظامی نیروی هوایی ایران و برای مقاومت در برابر حملات احتمالی بمب‌های سنگرشکن آمریکا طراحی شده‌اند، و در پاسخ به رزمایش مشترک آمریکا و اسرائیل، درحالی که اولین تصاویر از یک جنگنده F-4 فانتوم II ساخت آمریکا نیز منتشرشد، رونمایی‌شده است.
به گزارش رسانه‌های ایران، این پایگاه «یکی از مهم‌ترین پایگاه‌های نیروی هوایی ارتش است و دارای جنگنده‌های مجهز به موشک‌های کروز دوربرد است که در عمق زمین ساخته شده‌اند».
ایرنا گفت که سایت عقاب ۴۴ یکی از مهم‌ترین تأسیسات نظامی ایران است، تحلیلگران همچنین به تایمز گفتند که ساخت چنین پایگاه پیچیده‌ای برای استقرار ناوگان جنگنده‌های قدیمی ایران چندان منطقی نیست و بنابراین احتمالاً برای سوخو-۳۵های جدید طراحی شده است.